# Léman Express
Pour les articles homonymes, voir Léman (homonymie).
Ne doit pas être confondu avec CEVA ou Léman 2030.
Le Léman Express, abrégé en LEX, ou le Réseau express régional (RER) franco-valdo-genevois est un réseau au gabarit ferroviaire de transport en commun qui dessert Genève et son agglomération transfrontalière. Constitué de six lignes, il dessert 45 gares pour 230 kilomètres de voies,. Du fait de sa situation transfrontalière, à cheval sur la Suisse et la France, ce réseau est coordonné par Lémanis, une filiale commune aux deux exploitants, les CFF et la Société nationale des chemins de fer français (SNCF), qui est aussi chargée de sa promotion.
La partie centrale du réseau est constituée par le CEVA (« Cornavin - Eaux-Vives - Annemasse »), la ligne de 16,1 kilomètres reliant Genève à Annemasse en grande partie souterraine et dont la construction a débuté en novembre 2011 pour une inauguration prévue en même temps que la totalité du réseau, soit le 15 décembre 2019, bien que les premiers aménagements de l'offre soient mis en place dès le 11 juin 2018 sur les lignes existantes et que la mise en service commerciale partielle du réseau ait lieu dès le 9 décembre 2018. La mise en service complète du Léman Express est tributaire des retards pris sur la construction de la ligne. Le réseau s'étend sur un périmètre international recouvrant les cantons suisses de Genève et de Vaud, ainsi que les départements français de l'Ain et de la Haute-Savoie.

## Histoire

### Contexte

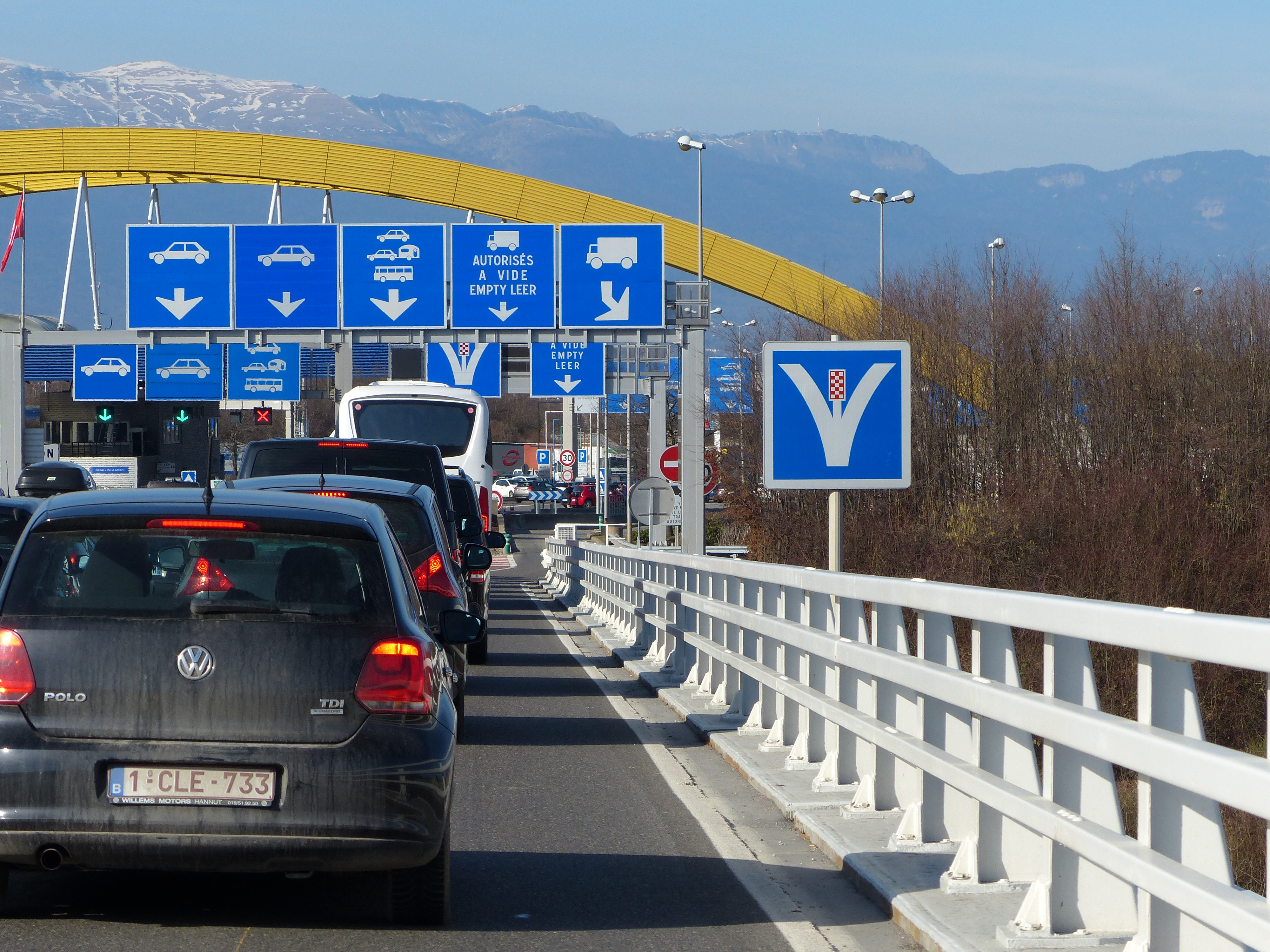
Bouchon à la douane de Bardonnex (ici en direction de Genève), principal point de passage routier entre la Haute-Savoie et la Suisse.

Le Léman Express naît d'une problématique majeure du Grand Genève : les déplacements transfrontaliers. En 2015, seuls 16 % des 550 000 déplacements transfrontaliers quotidiens s'effectuent en transports en commun, faute d'une offre efficace et cohérente des deux côtés de la frontière. L’emploi de la voiture par une grande majorité de frontaliers provoque une saturation du réseau routier aux heures de pointe.

### Rhône Express Régional

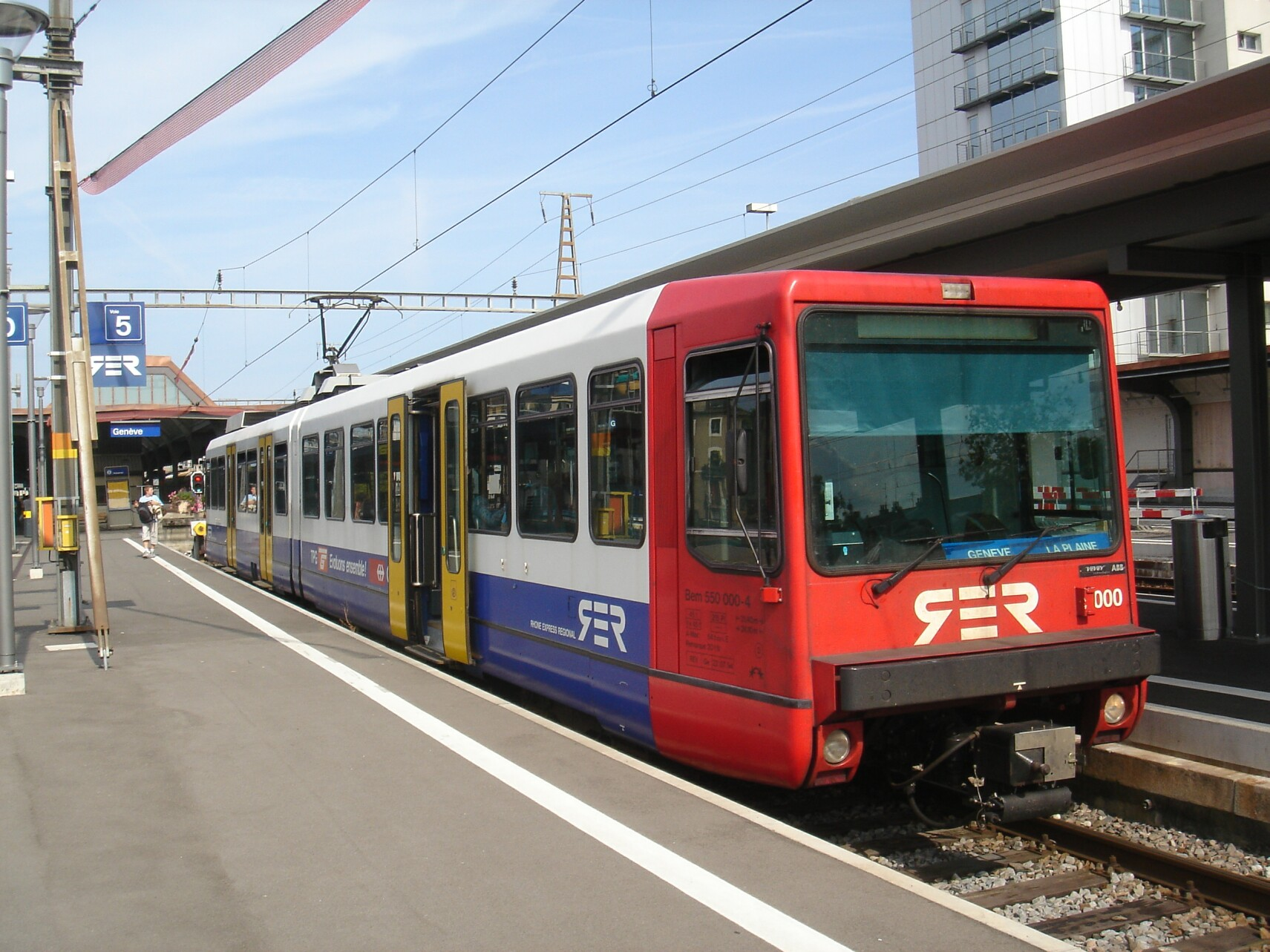
Bem 550 à la gare de Genève-Cornavin en 2006.

Lancée en 1994, le Rhône Express Régional, classée comme un train Regio (R), relie la gare de Genève-Cornavin à celles de La Plaine et de Bellegarde via la Ligne de Châtelaine (bif) à la frontière vers Bellegarde à l'aide d'automotrices bi-modes CFF Bem 550 construites par les Ateliers de constructions mécaniques de Vevey en 1994 (et similaires aux rames de la ligne M1 du métro de Lausanne). Elles arborent une livrée spécifique avec un sigle RER stylisé et remplacent les BDe 4/4 II en service depuis l'électrification de la ligne dans les années 1950.
Initialement en terminus à La Plaine, la ligne RER est prolongée en France jusqu'à Bellegarde-sur-Valserine le 2 septembre 2001,. En 2007, les Bem 550 doivent subir une révision mi-vie et sont partiellement remplacées par des Rames inox omnibus (RIO) tractées par des BB 25500, louées à la SNCF. En 2009, les RIO sont remplacées par trois RABe 524 renommées temporairement « FLIRT Genève » pour éviter la confusion avec la série initiale RABe 524 de TiLo et modifiées de façon à être aptes à rouler sous 1500 V par l'adjonction du système RSO,,. Ces trois rames sont restées en service jusqu'en 2014, en assurant la desserte jusqu'à La Plaine, les cinq rames Bem 550 assuraient la desserte jusqu'à Bellegarde.
Lors de la modernisation de la ligne en 2014, l'électrification en 1 500 V est abandonnée au profit du 25 kV - 50 Hz, et les CFF Bem 550, incompatibles avec la nouvelle tension, et les 3 FLIRT Genève sont remplacés par des Stadler FLIRT de type RABe 522 et — pour certaines relations — des RBDe 562 « Colibri » ; les RABe 524 ont été modifiés pour retrouver leurs spécifications originelles et sont retournés sur leurs lignes tessinoises, tandis que les Bem 550 ont été radiées et déconstruites par la suite car elles étaient devenues inutiles et ne trouvaient pas d'acheteurs.
L'appellation Rhône Express Régional semble alors avoir été abandonnée au profit de la seule appellation Regio (R). Seuls les Transports publics genevois semblent continuer à l'utiliser sur certains documents.
Elle constitue en quelque sorte les prémices du RER genevois et est intégrée à l'offre du Léman Express (lignes L5 et L6), tout comme le Regio reliant la gare de Coppet à la gare de Lancy-Pont-Rouge (lignes L1 à L4).

### Genèse du projet

Plan schématique du réseau régional genevois en 2011.

Du fait de sa nature transfrontalière (2 pays, 2 cantons et 2 départements), ce projet regroupe un nombre important d'acteurs, mais est piloté conjointement par la région Auvergne-Rhône-Alpes et le canton de Genève :
- L'Office fédéral des transports (Confédération suisse)
- Le canton de Genève
- Le canton de Vaud
- La région Auvergne-Rhône-Alpes (Rhône-Alpes avant 2015)
- Les CFF (Chemins de fer fédéraux suisses)
- La SNCF (Société nationale des chemins de fer français) avec ses branches mobilité et réseau
- La société Transferis, société d'études et marketing et spécialement créée par la SNCF et les CFF pour le projet, liquidée début 2017
- La société Lémanis, créée par les CFF et la SNCF en mars 2017, en remplacement de Transferis. Elle permet la contractualisation la coordination et la promotion de l'offre du Léman Express.

L'ensemble des parties s'est engagée, par un protocole d'accord signé le 29 mars 2008 à travailler en commun sur l'organisation du futur réseau et toutes ses thématiques : offre, exploitation, matériel roulant, communication-marketing, tarification-billettique, services, commercialisation…
Le 12 janvier 2009, la Région Rhône-Alpes, à l'occasion d'une réunion de concertation regroupant notamment les collectivités et les associations d'usagers de Haute-Savoie, a présenté les premiers aboutissements de ce travail commun.
Le 13 janvier 2009, les Cantons de Genève et Vaud ont présenté à leur tour ce projet lors d'une conférence de presse. À cette occasion, la mise en service du réseau a été annoncée à l'horizon 2016 (l'année 2013 était évoquée jusqu'à présent).
Le dossier de presse était constitué des éléments suivants :
- plan du réseau projeté à l'horizon 2016 ;
- schéma d'offre à l'horizon 2016 ;
- grille horaire synthétique de l'ensemble des lignes du réseau ;
- grille horaire détaillée pour la liaison RER Coppet - Genève-Cornavin - Annemasse - Évian-les-Bains / Annecy / Saint-Gervais-les-Bains-Le Fayet.

Le travail de partenariat entre les différentes instances des deux pays a déjà été récompensé par la remise le 3 février 2010 du prix européen Intermodes 2010 qui récompense ainsi l'intermodalité et la complexité transfrontalière du RER franco-valdo-genevois et de son infrastructure principale, le CEVA,. Le projet Léman Express est en effet lié aux travaux de cette ligne, tout retard pris sur la construction de cette dernière entraîne un retard sur la mise en service du réseau : prévue initialement en 2017, l'ouverture coordonnée est reportée en 2019.
Entre le 1er juin et le 15 juin 2015, une consultation sur internet est lancée afin de choisir un nom au Réseau express régional franco-valdo-genevois, parmi quatre propositions : CEVA Express, Léman Express, Lémanis et Réflex. Sur les près de 7 900 votes enregistrés, le nom Léman Express a été choisi avec près de 41 % des voix,.
Début 2017, la société Transferis créée en 2008 laisse place à Lémanis, un nouvel organisme qui a pour but de coordonner le réseau entre ses deux exploitants (CFF et SNCF) et d'en promouvoir l'offre.
Le réseau est mis en service le 15 décembre 2019, en même temps que la ligne 17 du tramway de Genève.

### Travaux d'aménagements

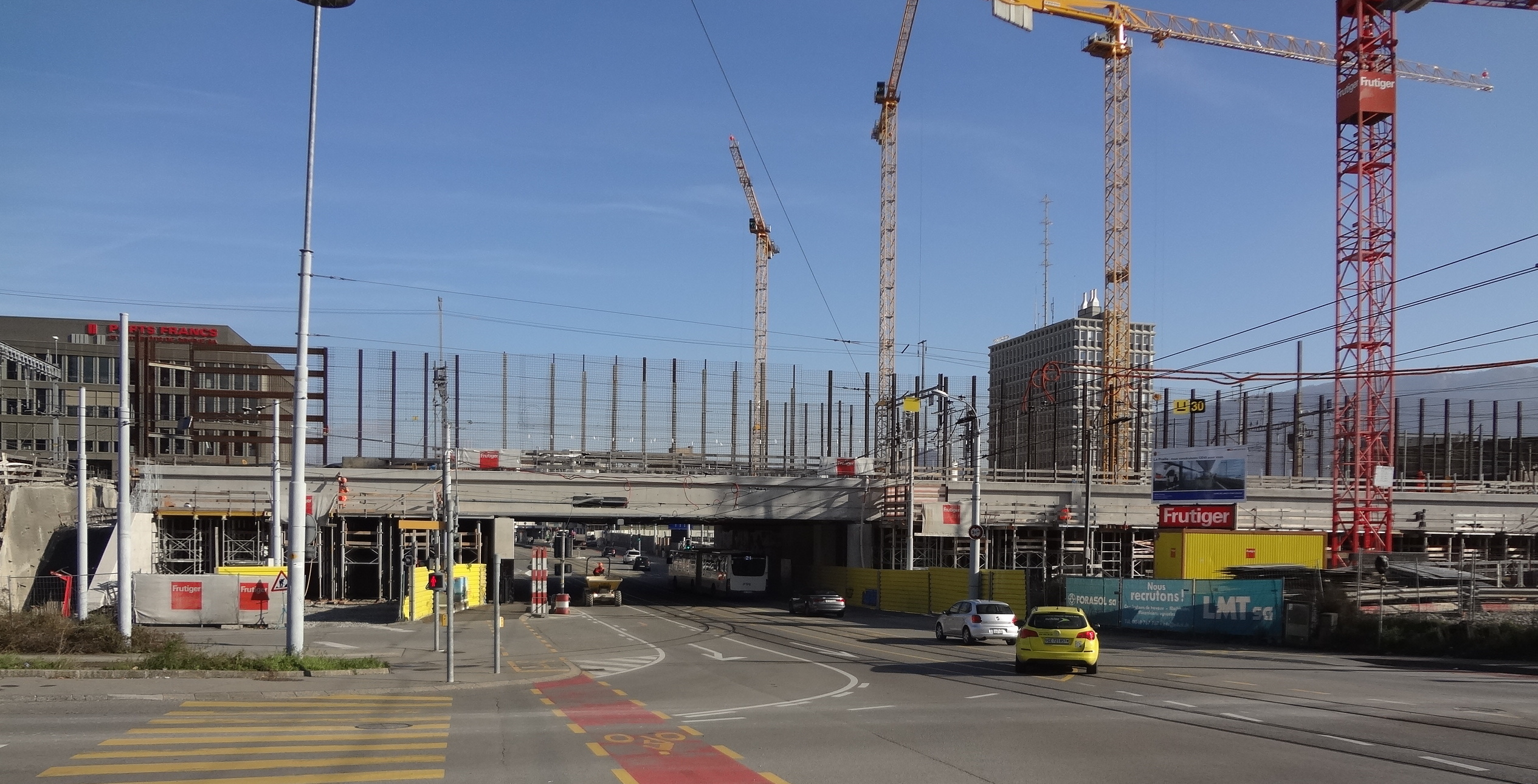
Construction de la nouvelle gare de Lancy-Pont-Rouge.

Outre la réalisation du CEVA qui, avec son tunnel, concentre les chantiers les plus importants, d'autres travaux sont nécessaires sur les lignes existantes qui sont parcourues par le Léman Express.
Début octobre 2015, les CFF ont lancé les travaux d'aménagements de la ligne Lausanne – Genève entre Coppet et Lancy afin de pouvoir instaurer un cadencement au quart d'heure sur ce tronçon, via la création d'une 4e voie et de nouveaux quais centraux d'environ 200 m de long aux gares de Chambésy et de Mies. Ces derniers sont achevés respectivement en mai et juin 2017. Ces travaux permettent fin 2017, concomitamment à l'ouverture de la gare de Lancy-Pont-Rouge, d'instaurer ce nouveau cadencement aux heures de pointe, étendu à toute la journée en 2018 une fois la 4e voie terminée. D'août 2018 à fin 2019, c'est au tour de la ligne Genève-La Plaine de voir des aménagements être réalisés avec les gares de La Plaine, Russin, Satigny et de la Zimeysa qui sont rénovées (mise aux normes d'accessibilité, rehaussement des quais et d'autres travaux selon les gares) ; les gares de Meyrin et de Vernier suivront à l'horizon 2022,. Ces travaux sont aussi en lien avec le projet Léman 2030.
Côté français, on peut citer le réaménagement des gares d'Annemasse et de Thonon-les-Bains, la mise aux normes d'accessibilité (rehaussement des quais, bandes pododactiles, etc.) pour décembre 2018 des gares de Valleiry, Saint-Julien-en-Genevois, Machilly, Bons-en-Chablais, Perrignier, Évian-les-Bains et Reignier ainsi que la suppression de passages à niveaux à Étrembières et Reignier-Ésery,,. En 2019, les gares de Sallanches - Combloux - Megève, Saint-Gervais-les-Bains-Le Fayet, Saint-Pierre-en-Faucigny, Bonneville, Marignier, Magland, La Roche-sur-Foron, Pringy et de Groisy - Thorens - la-Caille sont aussi mises en accessibilité. Les travaux s'accompagnent d'un rallongement des quais et d'un éclairage amélioré des gares.

### Premiers aménagements de l'offre

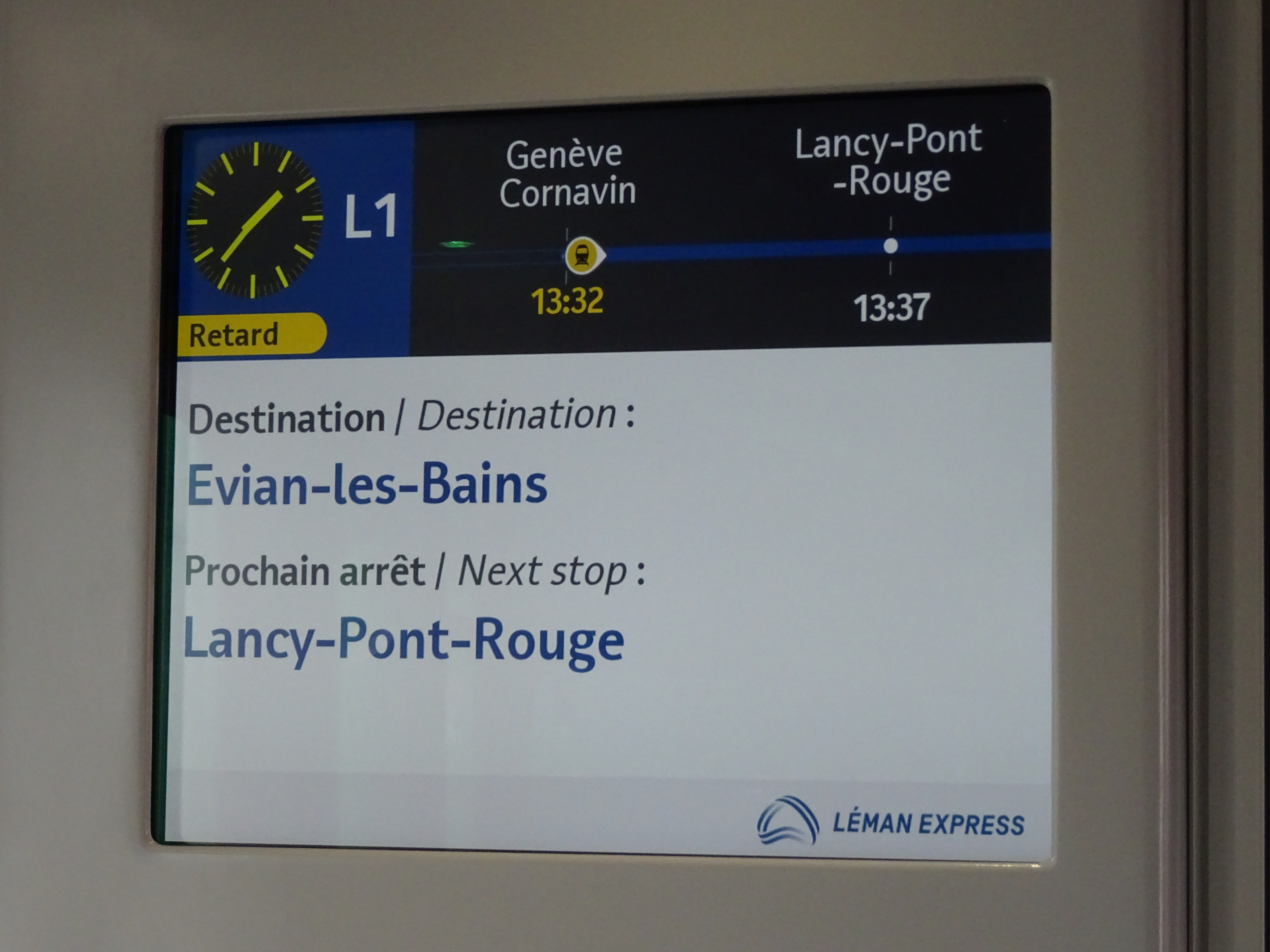
Écran embarqué à bord d'une rame Régiolis annonçant un retard.

Dès l'année 2018, en avril, la ligne « Regio » ou « RER » Genève-La Plaine est équipée en intégralité des RABe 522, en remplacement des RBDe 560 « NTN » ou « Colibri » ; le 11 juin, cette ligne est officiellement intégrée au réseau et la cadence au quart d'heure est mise en place sur la ligne « Regio » Lancy-Coppet aux heures de pointe du lundi au vendredi (de 6 à 9 h et de 17 à 19 h), marquant officiellement la mise en service partielle du Léman Express,. Toutefois, les trains restent désignés sur les grilles horaires comme des trains « Regio » R.
Enfin, le 9 décembre 2018, lors de l'application du nouvel horaire CFF, la cadence au quart d'heure sur la ligne Lancy-Coppet est mise en place de 6 à 20 h, toujours en semaine. La numérotation définitive des six nouvelles lignes devait être connue à cette date, mais a été dévoilée dès septembre 2018 par une mise à jour du site officiel du projet. La numérotation définitive est mise en place dès le 9 décembre 2018, bien que pour l'axe Lancy-Coppet on se retrouve avec quatre indices (L1 à L4) pour une même ligne durant cette période transitoire jusqu'à la mise en service du CEVA.
Bien qu'officiellement les lignes soient présentées comme indicées L1 à L6, les trains et les différents systèmes d'information affichent les indices S L1 à S L6, dues à une limitation technique des systèmes informatiques des CFF qui considèrent que le S (pour S-Bahn en allemand, équivalent de RER en français) est d'usage systématique en Suisse, comme sur le RER Vaud.

### Un lancement difficile, entre grève et pandémie
Le réseau est mis en service dans sa totalité le 15 décembre 2019. Cette mise en service est toutefois perturbée côté français par le mouvement de grève national lancé dix jours avant et qui supprime la quasi-totalité des services en Haute-Savoie.
Avec la grève en France, l'intégration des dessertes haut-savoyardes n'a été effective qu'après la mi-janvier, non sans nécessiter un temps de rodage, des voyageurs critiquant les retards ou le manque d'informations en temps réel et des convois jugés trop courts. Le conseil administratif de Versoix juge même « [qu'il] n'est pas normal que le niveau de ponctualité et de qualité de service soit à ce point aléatoire ».
Depuis le 19 mars 2020, en raison de la pandémie de Covid-19, le Léman Express passe à une cadence à la demi-heure sur son tronçon principal Coppet-Chêne-Bourg. Les lignes L1 à L3 effectuent leur terminus à la gare de Chêne-Bourg en raison de l'épidémie de coronavirus et plus particulièrement de cas positifs au sein des services de la SNCF à Annemasse et de manque de conducteurs en raison des congés maladie et à la fermeture des écoles ; de ce fait, les dessertes haut-savoyardes sont partiellement remplacées par des autocars jusqu'à nouvel ordre. Alors qu'ailleurs les trains régionaux suisses ne circulent plus à travers la frontière, les autres lignes du Léman Express sont partiellement en fonction, notamment entre Genève-Cornavin et Bellegarde. La situation évolue le 6 avril 2020 avec le rétablissement de la desserte de la gare d'Annemasse, non sans susciter des inquiétudes chez les syndicats de la SNCF, qui craignent que cette réouverture facilite la propagation du virus.
La desserte reprend progressivement depuis le 11 mai 2020 et la levée progressive des mesures de confinement puis la réouverture des frontières le 15 juin, mais ne devrait pas revenir à la normale avant le 24 août 2020 en particulier à cause du manque de personnel et des restrictions concernant les transports nocturnes côté suisse.
Toutefois, le succès du Léman Express semble assuré : début mars, la fréquentation journalière était de 45 000 voyageurs, proche des 50 000 voyageurs attendus, et la fréquentation est repartie à la hausse après le premier déconfinement. L'offre est à nouveau perturbée à cause de la seconde vague de Covid-19 qui touche l'Europe de l'ouest fin 2020, qui a provoqué un reconfinement en France, le Léman Express ne devrait retrouver son offre normale qu'en avril 2021.

### Amélioration des horaires sur l'axe Genève-La Plaine
À partir du 10 décembre 2023, la ligne L5 bénéficie d'un service amélioré avec un train toutes les 30 minutes en journée tous les jours et se dote d'un service nocturne entre minuit et 5 heures du matin avec un train par heure soit une hausse de l'offre de 22 % en journée en semaine. Sur l'axe Genève-Annemasse, l'offre est renforcée par la desserte de toutes les gares du tronçon par les trains RegioExpress des CFF en plus des quatre lignes Léman Express.

## Le réseau

### Géographie
Du fait de son caractère transfrontalier, le Léman Express dessert des gares dans quatre collectivités territoriales de deux pays, dont la plupart sont dans le Grand Genève :
- En Suisse, l'ensemble des gares du canton de Genève à l'exception de la gare de Genève-Aéroport et trois gares du canton de Vaud jusqu'à Coppet ;
- En France, une quinzaine de gares en Haute-Savoie et deux dans l'Ain (régions du Genevois français, du Chablais français, de la Vallée Verte, du Faucigny, du pays du Mont-Blanc et d'Annecy).

### Gouvernance
Si, à son lancement, le réseau est co-exploité par les CFF et la SNCF, il devrait d'ici 2023, selon la lettre d'intention signée par les deux pays le 1er février 2018, être exploité par une compagnie bi-nationale unique, ainsi qu'être géré par une autorité organisatrice unique. Cette compagnie unique soulève des craintes chez les syndicats suisses, craignant une ouverture aux appels d'offres (système en vigueur en France) et l'arrivée d'un exploitant dont les conditions de travail seraient, selon le syndicat SEV notamment, inférieures à celles des CFF.
En attendant, une société filiale des CFF et de la SNCF a été créée ; il s'agit de Lémanis.

### Présentation

Le réseau Léman Express tel que mis en service de façon partielle le 9 décembre 2018 avant l'achèvement du CEVA.

Le Léman Express est un moyen de transport ferré qui consiste en l'intégration de lignes régionales préexistantes à un réseau en partie souterrain, à grand gabarit ferroviaire et contournant le centre-ville de Genève par le sud. L'ensemble du réseau est exploité avec des services fréquents et cadencés. Il s'agit d'assurer une desserte toutes les dix minutes entre les gares de Coppet, Genève-Cornavin et Annemasse et à raison de deux trains par heure en moyenne sur le reste du réseau. À Genève, il offre plusieurs correspondances avec le tramway.
Le Léman Express est constitué par l'interconnexion grâce au CEVA (Ligne Genève-Annemasse) de lignes régionales existantes :
Le réseau TER Auvergne-Rhône-Alpes de Haute-Savoie, soit les sections suivantes :
- Annecy ↔ La Roche-sur-Foron, empruntant la ligne d'Aix-les-Bains-Le Revard à Annemasse ;
- St-Gervais-les-Bains-le-Fayet ↔ La Roche-sur-Foron ↔ Annemasse, empruntant la ligne de La Roche-sur-Foron à Saint-Gervais-les-Bains-Le Fayet ;
- Évian-les-Bains ↔ Annemasse ↔ Bellegarde, empruntant la ligne de Longeray-Léaz au Bouveret et la ligne de Lyon-Perrache à Genève (frontière).

Les lignes Regio genevoises :
- Genève-Cornavin ↔ La Plaine ↔ Bellegarde, empruntant la ligne de Châtelaine (bif) à la frontière vers Bellegarde et la ligne de Lyon-Perrache à Genève (frontière) côté français ;
- Lancy-Pont-Rouge - Genève-Cornavin - Coppet, empruntant la ligne Lausanne – Genève.

Le réseau, via les gares d'Annecy, Annemasse, Bellegarde et Genève-Cornavin est relié aux réseaux grandes lignes suisses (IC, EC, IR) et français (TER, TGV, TGV Lyria). Du fait de son caractère transfrontalier et son étendue, il est unique en Europe. En gare d'Annemasse, gare-frontière, un changement de conducteur est effectué et un train est stationné en réserve ; pour la ligne L6 en revanche, aucun changement de conducteur n'est effectué,.
En soirée, entre La Roche-sur-Foron et Saint-Gervais-les-Bains, un trajet sur deux est assuré en autocar en raison de la configuration de la ligne, à voie unique et équipée du block manuel, que les CFF jugent obsolète. Il devrait en être de même à certains services en journée, pour les mêmes raisons.

Le réseau Léman Express depuis le 15 décembre 2019.

Le Léman Express permettra de réduire les temps de trajets, dont voici quelques exemples :
- Annemasse - Genève-Cornavin : 22 min ;
- Coppet - Genève-Champel : 40 min ;
- La Roche-sur-Foron - Lancy-Bachet : 40 min ;
- Lancy-Pont-Rouge - Thonon-les-Bains : 52 min ;
- Bellegarde - Genève-Eaux-Vives : 54 min ;
- Évian-les-Bains - Genève-Cornavin : 1 h 8 min ;
- Annecy - Genève-Eaux-Vives : 1 h 13 min ;
- Saint-Gervais-les-Bains - Le Fayet - Chêne-Bourg : 1 h 20 min.

### Les lignes

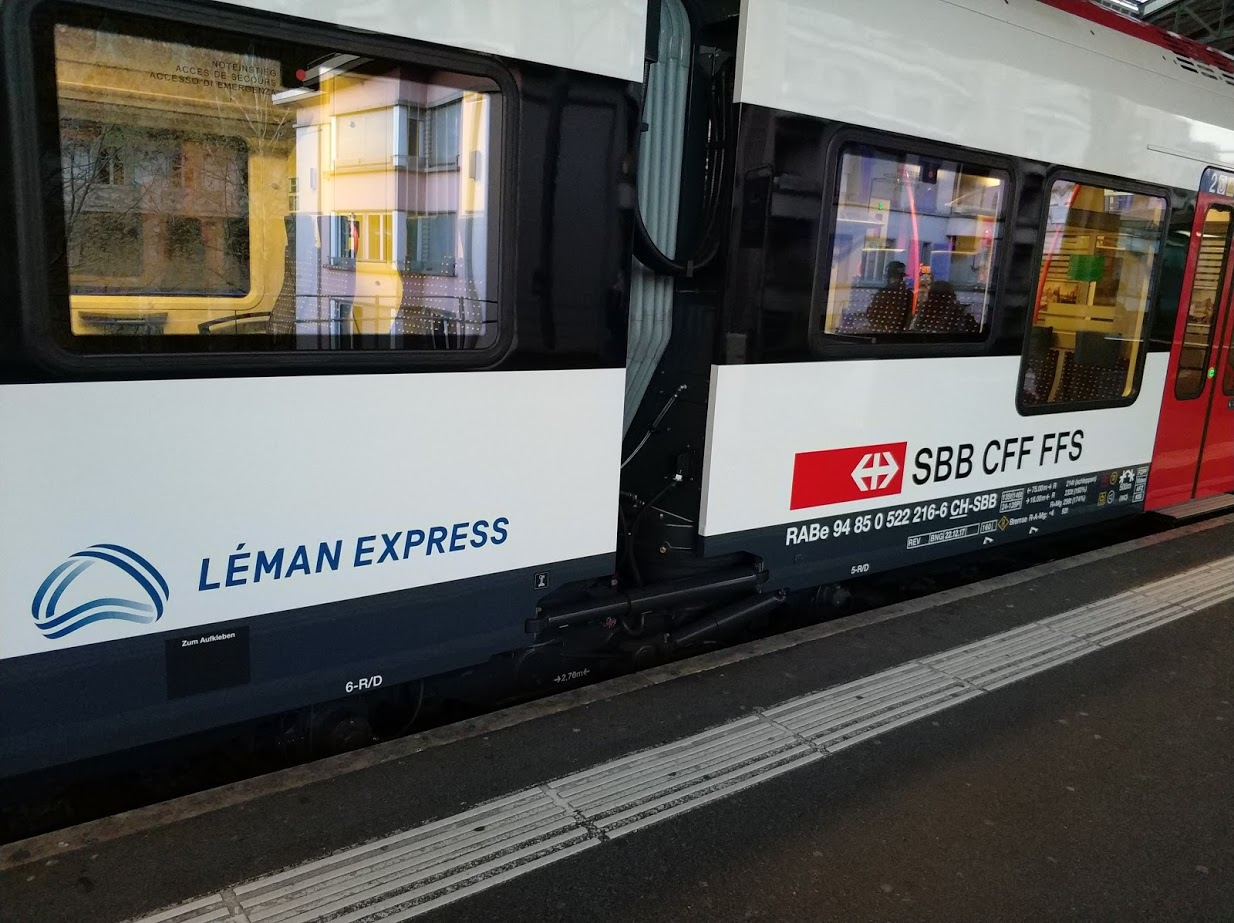
Les logos Léman Express et CFF sur une RABe 522.

Le Léman Express est constitué de six lignes qui desserviront une fois le réseau achevé un total officiel de 45 gares réparties sur 230 km de voies ; en réalité les six lignes ne desserviront que 42 gares, les trois gares non comptées sont celles de Saint-Julien-en-Genevois, Saint-Martin-Bellevue — dont la réouverture était initialement prévue en 2019 — et Valleiry et la longueur du réseau inclut le tronçon de ligne entre Bellegarde et Annemasse, qui mesure 25 km de long. Le tronçon central, de Genève à Annemasse soit le CEVA, voit passer six trains par heure (Léman Express et trains RegioExpress), chaque branche de l'étoile ferroviaire voit passer deux trains par heure.
Le réseau est intégralement cadencé et construit autour de nombreux nœuds de correspondance dont Annemasse, Bellegarde, Genève-Cornavin et La Roche-sur-Foron. Dans cette idée, chaque train arrivant dans une de ces gares est quasi systématiquement en correspondance vers une autre destination (exemple : en gare de La Roche-sur-Foron, le TER Saint-Gervais - Annecy est systématiquement en correspondance avec la ligne L2 qui relie Coppet à Annecy).
Le Léman Express fonctionne de 5 h à 0 h 30 et toute la nuit les vendredis et samedis soir entre Coppet et Annemasse et entre Genève et La Plaine,.

#### Autres lignes régionales

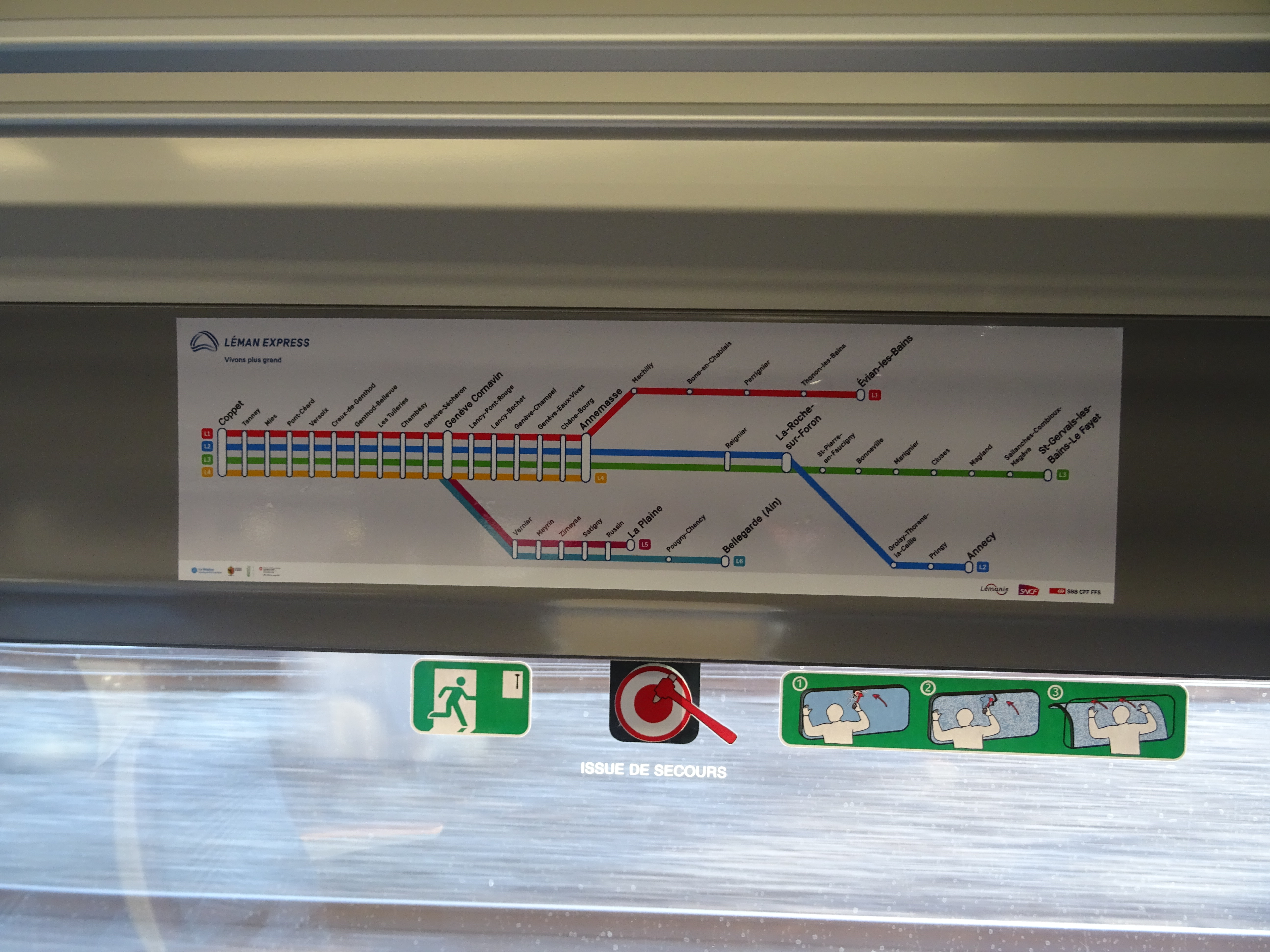
Plan du réseau express régional transfrontalier Léman Express dans un Z 31500.

Ces lignes ne sont pas des lignes du Léman Express mais le complètent :
(Sion /Saint-Maurice) - Vevey - Lausanne - Genève Cornavin - Annemasse (RegioExpress) :
- Deux liaisons par heure : desserte des gares de Nyon, Coppet et de celles entre Genève-Cornavin et Annemasse ;
- Tous les trains desservent également les gares de Vevey, Lausanne, Renens, Morges, Allaman, Rolle et Gland ;
- Un train sur deux a pour origine/destination St-Maurice et dessert également Bex, Aigle et Montreux.
- Un train par jour a pour origine/destination Sion et dessert également Martigny

Lyon - Bellegarde - Genève (TER) :
- Dix liaisons par jour : desserte de Meximieux-Pérouges, Ambérieu-en-Bugey, Tenay - Hauteville, Virieu-le-Grand - Belley, Culoz et Seyssel-Corbonod.
- Correspondance pour Évian-les-Bains ou Saint-Gervais-les-Bains-Le Fayet à Bellegarde;

Bellegarde - Évian (TER) :
- Huit liaisons par jour (sauf certains samedis d'hiver) ;
- Desserte systématique de Valleiry, Saint-Julien en Genevois ainsi que les gares de la ligne L1 du Léman Express entre Annemasse et Évian;

Bellegarde - Saint-Gervais (TER) :
- Six liaisons par jour en temps normal ;
- Desserte systématique de Valleiry, Saint-Julien en Genevois ainsi que les gares de la ligne L3 du Léman Express entre Annemasse et Saint-Gervais;
- À certains samedis d'hiver, se rajoutent cinq liaisons Lyon ↔ Saint-Gervais.

Annecy - Saint-Gervais-les-Bains-Le Fayet (TER ou L2 + L3) :
- 2 liaisons le matin entre Saint-Gervais et Annecy et 3 liaisons le soir entre Annecy et Saint-Gervais ;
- Des trains en correspondance toutes les heures : L2 de Annecy à La Roche-sur-Foron puis L3 ou TER entre La Roche-sur-Foron et Saint-Gervais.

Annecy - Grenoble - Valence-Ville (TER) :
- 12 liaisons par jour en semaine, certaines s'arrêtant à Grenoble.

Genève - Grenoble - (Valence-Ville) (TER) :
- 6 liaisons par jour en semaine, la moitié se prolongeant jusqu'à Valence-Ville.

### Matériel roulant
En 2019, le matériel roulant du Léman Express est constitué de deux matériels distincts appartenant à chaque opérateur, pour un total de 50 rames : les CFF ont choisi en 2014 le FLIRT de Stadler Rail, dans une version RABe 522 répondant aux normes françaises commandée à 18 exemplaires plus cinq rames de la commande précédente, soit 23 rames, et l'ancienne région Rhône-Alpes (pour la SNCF) a choisi en 2015 le Régiolis d'Alstom, dans une variante tricourant, dénommée Z 31500, (10 autres rames identiques mais aux couleurs de la région AURA seront livrées en plus de 2020 a 2021) spécifique au Léman Express commandée à 17 exemplaires,.
Le matériel roulant est bi-tension pour les RABe 522 (15 kV-16⅔ Hz et 25 kV-50 Hz) et tri-tension et bi-courant (1 500 V CC, 15 kV-16⅔ Hz et 25 kV-50 Hz) pour les Régiolis. Ces tensions correspondent aux tensions utilisées sur les lignes empruntés par le Léman Express (15 et 25 kV) mais aussi à celles présentes sur le réseau ferroviaire français (1,5 et 25 kV). Le matériel est à livrée majoritairement blanche, avec les portes, le toit et les faces avant peintes ou pelliculées en rouge et un pelliculage bleu reprenant le logo du Léman Express.
Les Regiolis sont normalement utilisées sur les lignes L1 et L3, les autres lignes le sont avec les FLIRT.
Les liaisons RegioExpress (RE) entre Annemasse, Lausanne, St-Maurice ou Vevey sont assurées par des rames à deux niveaux RABe 511 monocourant 15 kV-16⅔ Hz construites par Stadler.
La mise en service des RABe 522 destinées au Léman Express a débuté avec une première série (522 215-522 223) dont la livraison a eu lieu entre 2017 et 2018, la livraison des éléments suivants (à commencer par le 522 224) s'étale jusqu'en 2019 ; à cela s'ajoutent les rames 201, 202 et 212 à 214 livrées entre 2010 et 2011 qui ont reçu la livrée Léman Express. Pour les Z 31500, les deux premiers éléments (Z 31501/502 et Z 31503/504) sont en essais depuis début 2018, d'abord en livrée TER classique,.
Les rames Z 31500 du Léman Express ont été officiellement présentées à la presse en avril 2019, la livraison a débuté en août 2019 ; 17 rames sont en service en décembre 2019. À noter que les lignes TER qui complètent le Léman Express côté français recevront à terme de nouvelles rames Regiolis similaires à celles du Léman Express. Les premières Z31500 sont mises en service dès septembre 2019 sur les TER Évian-Annemasse. Les Z 31500 ont reçu l'homologation de l'OFT pour rouler en Suisse le 8 octobre 2019.
En février 2023, Le Dauphiné libéré relate les propos du président du pôle métropolitain du Genevois français, Christian Dupessey, concernant l'achat de nouvelles rames pour faire face au succès du réseau : Stadler Rail ne produisant plus le FLIRT dans la version utilisée sur le réseau, les CFF se tourneraient en conséquence vers Alstom.

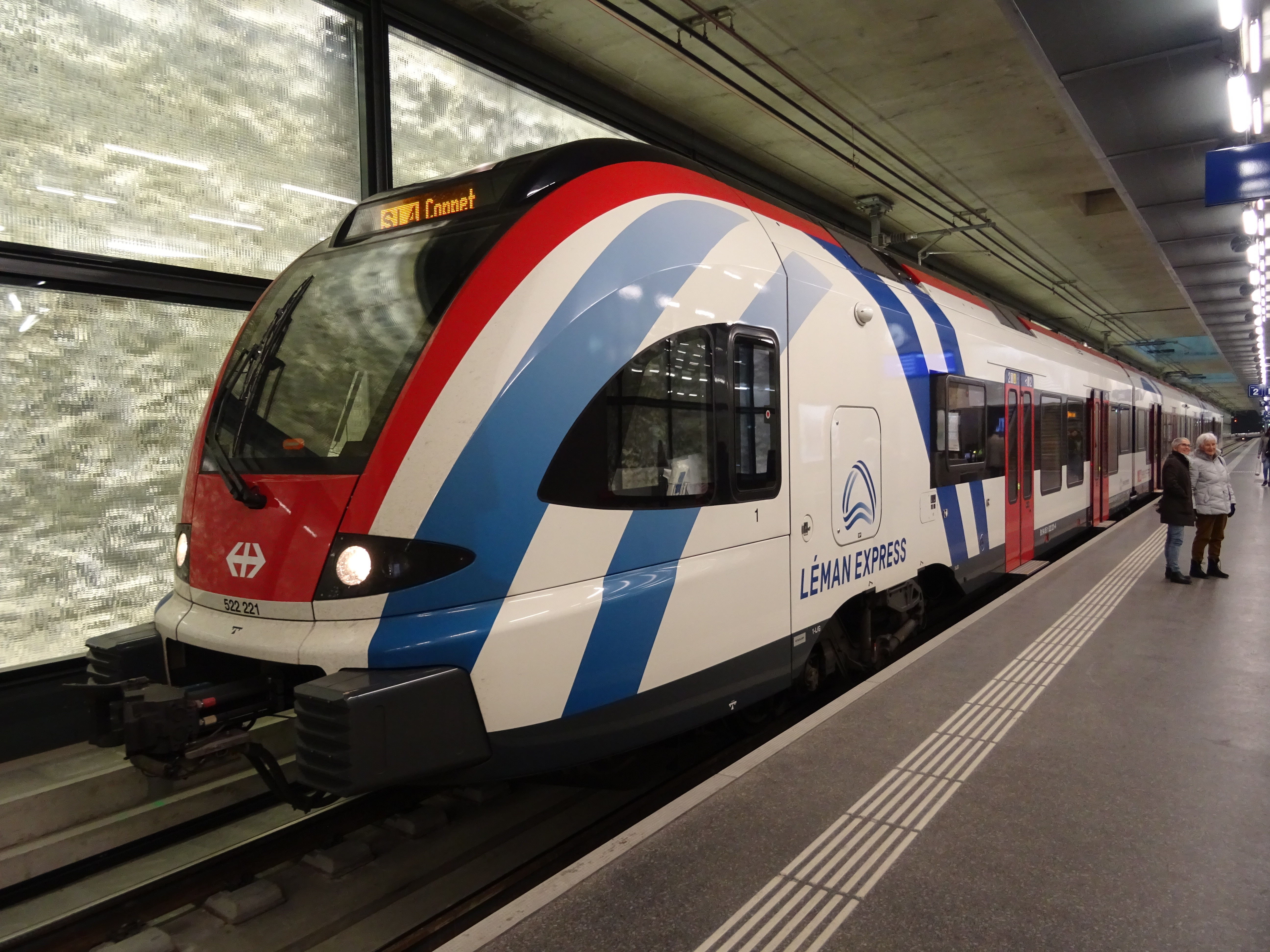
Stadler FLIRT (RABe 522) à Genève-Eaux-Vives.
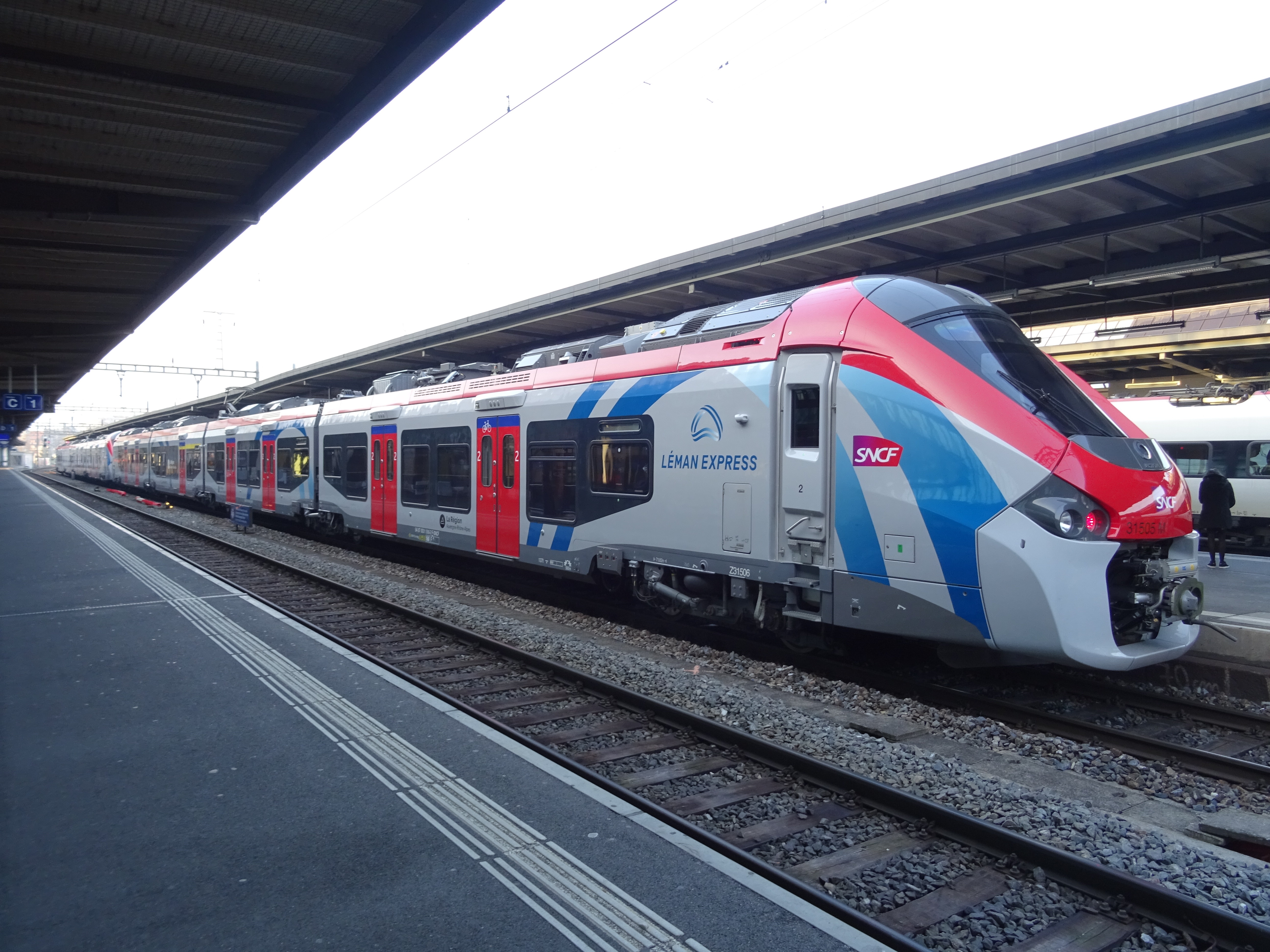
Alstom Régiolis à Genève-Cornavin.
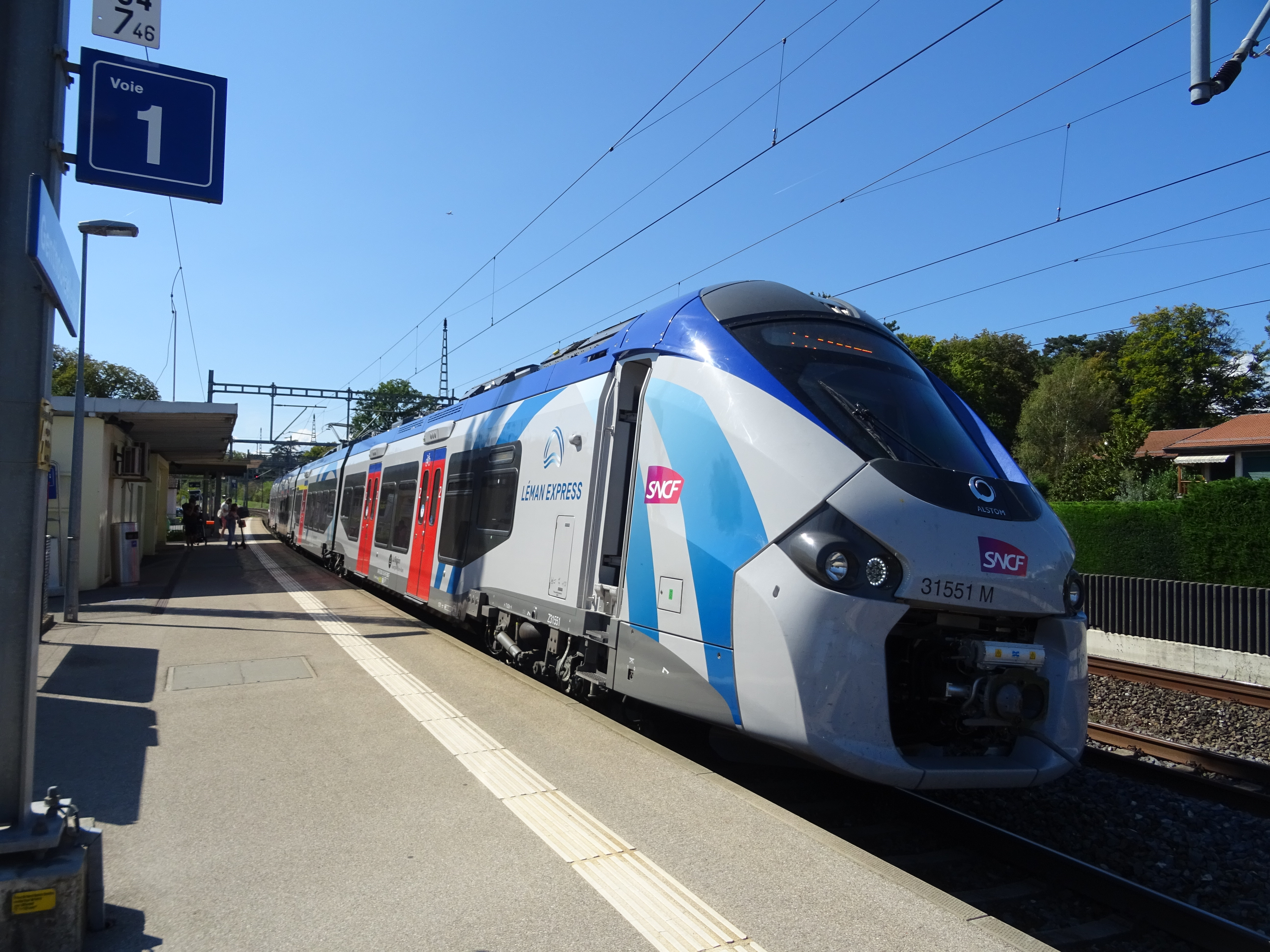
Deuxième livrée des Régiolis Léman Express à Genthod-Bellevue.

### Remisage et entretien
Le matériel roulant engagé par les CFF est entretenu au centre d'entretien de Genève (CEG) situé à Sécheron, près de la gare de Genève-Cornavin. Pour le matériel roulant engagé par la SNCF, un technicentre a été construit à côté de la gare d'Annemasse.
En ce qui concerne le remisage nocturne, les FLIRT et les Régiolis sont garés principalement dans les gares de Genève-Cornavin, Meyrin (Gare Cargo CFF), Genève-La Praille (Gare Cargo CFF) Annemasse, Évian-les-Bains et Saint-Gervais-les-Bains-Le Fayet.

## Tarification
La question de la tarification du Léman Express est rendue complexe du fait de son caractère transfrontalier. En décembre 2018, le système tarifaire est variable selon la destination : tarifications Unireso et CFF pour les gares suisses et tarification SNCF pour les gares françaises de la ligne L6.
Les grandes lignes de la « tarification multimodale régionale » qui régit les lignes du Léman Express à partir de décembre 2019 ont été dévoilées en janvier 2018 : si aucun changement n'est à noter sur la zone 10 ou « Tout Genève », les tarifs des zones régionales sont revus et la dégressivité est supprimée, les nouveaux tarifs tiennent compte de ceux des différents opérateurs et s'additionnent mais ont un rabais, plus un spécifique aux abonnés résidant dans des communes genevoises dont la gare la plus proche est en France. La nouvelle tarification repose soit sur le principe des zones, soit sur celui des parcours, en fonction du besoin et des trajets des usagers.
Ainsi un trajet vers Genève est facturé comme un parcours jusqu'à la première gare principale genevoise (Genève-Eaux-Vives, Genève-Cornavin, Lancy-Pont-Rouge) puis comme un trajet zone 10, soit une double facturation. La tarification est révélée en juin 2019.
Le nouveau système tarifaire se nomme Léman Pass, qui succède aux passages aux zones régionales d'Unireso.
Pour résumer :
- La zone 10 d'Unireso est maintenue, les trajets internes à cette zone s'effectuent donc avec cette tarification ;
- Les déplacements transfrontaliers s'effectuent avec la tarification Léman Pass, calculée en fonction du trajet (fin des zones régionales Unireso françaises) ;
- Les déplacements exclusivement en territoire français s'effectuent avec la tarification TER Auvergne-Rhône-Alpes ;
- Les déplacements entre Genève et les gares vaudoises s'effectuent avec la tarification nationale suisse (fin des zones régionales Unireso vaudoises).

Sur le modèle des zones 10, 210 et 230, un trajet entre les gares internes au Grand Annecy peut être effectués avec un titre de transport SIBRA.

## Fréquentation
Dès les premières améliorations d'offres menées en juin et décembre 2018 sur l'axe Lancy-Coppet avec en particulier le cadencement au quart d'heure, une hausse importante de la fréquentation a été constatée sur un an, en particulier entre Lancy et Genève-Sécheron qui a vu le trafic croître de 100 %, de 60 % sur l'ensemble de l'axe. Selon le directeur de Lémanis, cette hausse est aussi due à l'implantation de nouvelles entreprises autour de la gare de Lancy-Pont-Rouge, secteur en plein développement ; la Tribune de Genève rappelle aussi que le trajet Lancy-Sécheron est effectué en 11 minutes contre 41 minutes avec la ligne 15 du tramway de Genève.
En janvier 2020, soit un mois après sa mise en service, Lémanis annonce une fréquentation d'environ 25 000 personnes par jour sur les axes Coppet - Annemasse et Genève - La Plaine/Bellegarde. L'offre nocturne (un train chaque heure entre Coppet et Annemasse) trouve également son public. Ces premiers chiffres concernant le Léman Express se situent au-dessus des attentes, d'autant plus qu'un mouvement de grève côté français est venu perturber la mise en service.
A l'été 2022, la barre des 50'000 voyageurs par jour était franchie. On parlera de plus de 60'000 à l'automne de la même année.
En février 2024, Léman Bleu indique que la barre des 80 000 voyageurs par jour a été franchie, mettant en lumière des rames bondées aux heures de pointe et un nombre de rames automotrices appelées à augmenter ces prochaines années, tant pour assurer des trains de deux rames (UM2) aux heures de pointes que pour rallonger encore les trains.
En effet, Lémanis étudie la possibilité de faire circuler des rames jusqu'à 3 éléments (UM3) au lieu de 2 aujourd'hui. Un défis à relever, puisque - bien que les quais du CEVA (Genève-Cornavin à Annemasse) soient assez longs - certains quais des lignes préexistantes sont trop courts ; à l'image de ceux de Creux-de-Genthod et Tannay, qui ne font qu'un peu plus de 150 mètres, soit la longueur de 2 rames Flirt LEX/Régiolis LEX.
Une autre solution aurait été d'utiliser une partie de la flotte des trains duplex CFF (RABe 511 ou KISS) - roulant déjà sur la ligne RégioExpress - mais ces rames ne peuvent actuellement pas emprunter les lignes 1, 2, 3, 5 et 6 en raison entre autres du fait qu'elles ne sont pas équipées pour circuler sous le 25 kV en France, pas non plus équipées par le KVB français (seule la voie de réception des RégioExpress à Annemasse est équipée du ZUB suisse).

## Identité visuelle
Le logo du réseau est formé d'un ruban de Möbius de couleur « bleu fjord » rappelant la forme générale du lac Léman ainsi que la couleur de l'eau et est formé de deux traits rappelant les rails de chemin de fer,.

Logo du Léman Express.
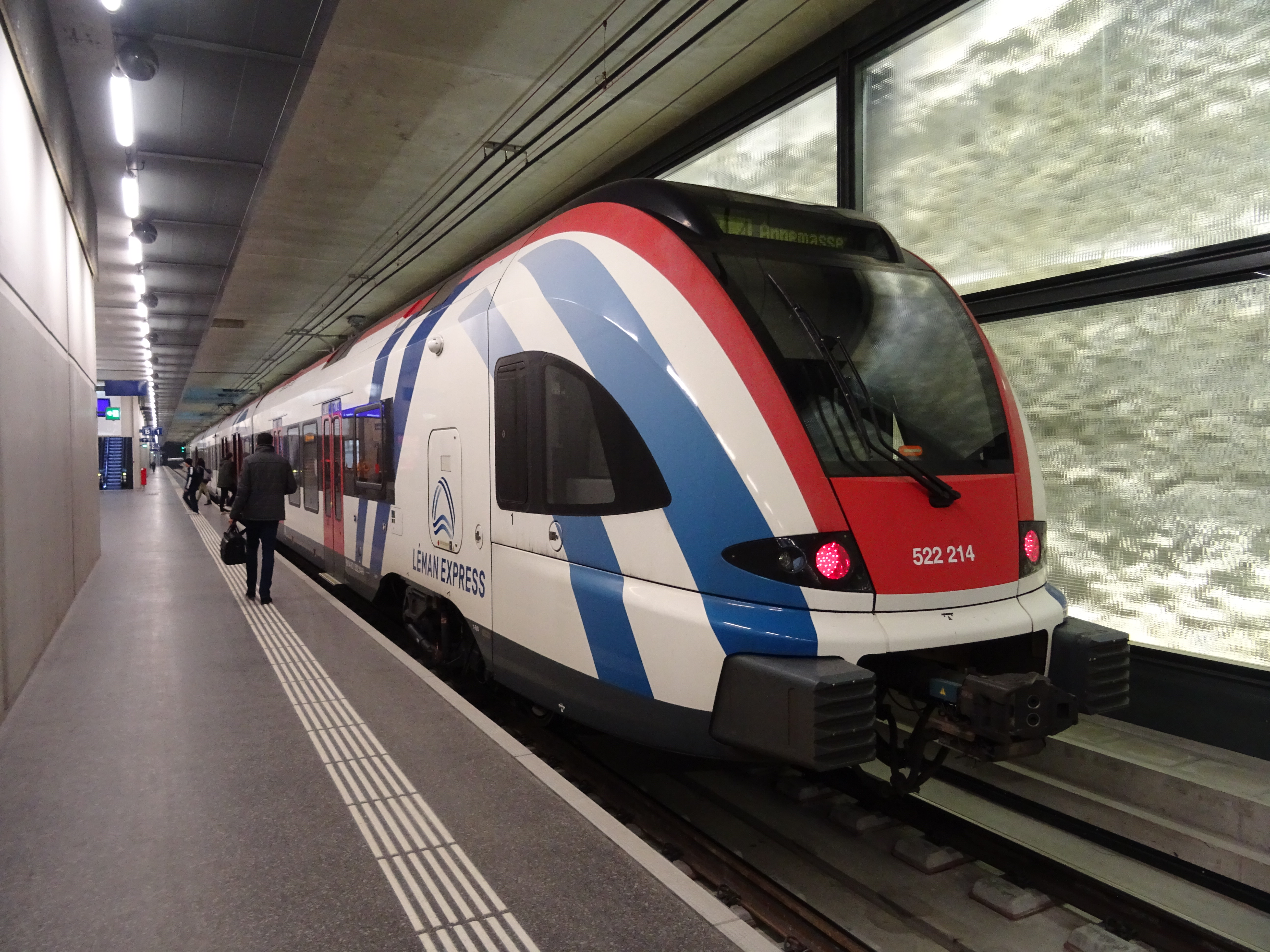
Livrée Léman Express sur une rame CFF.
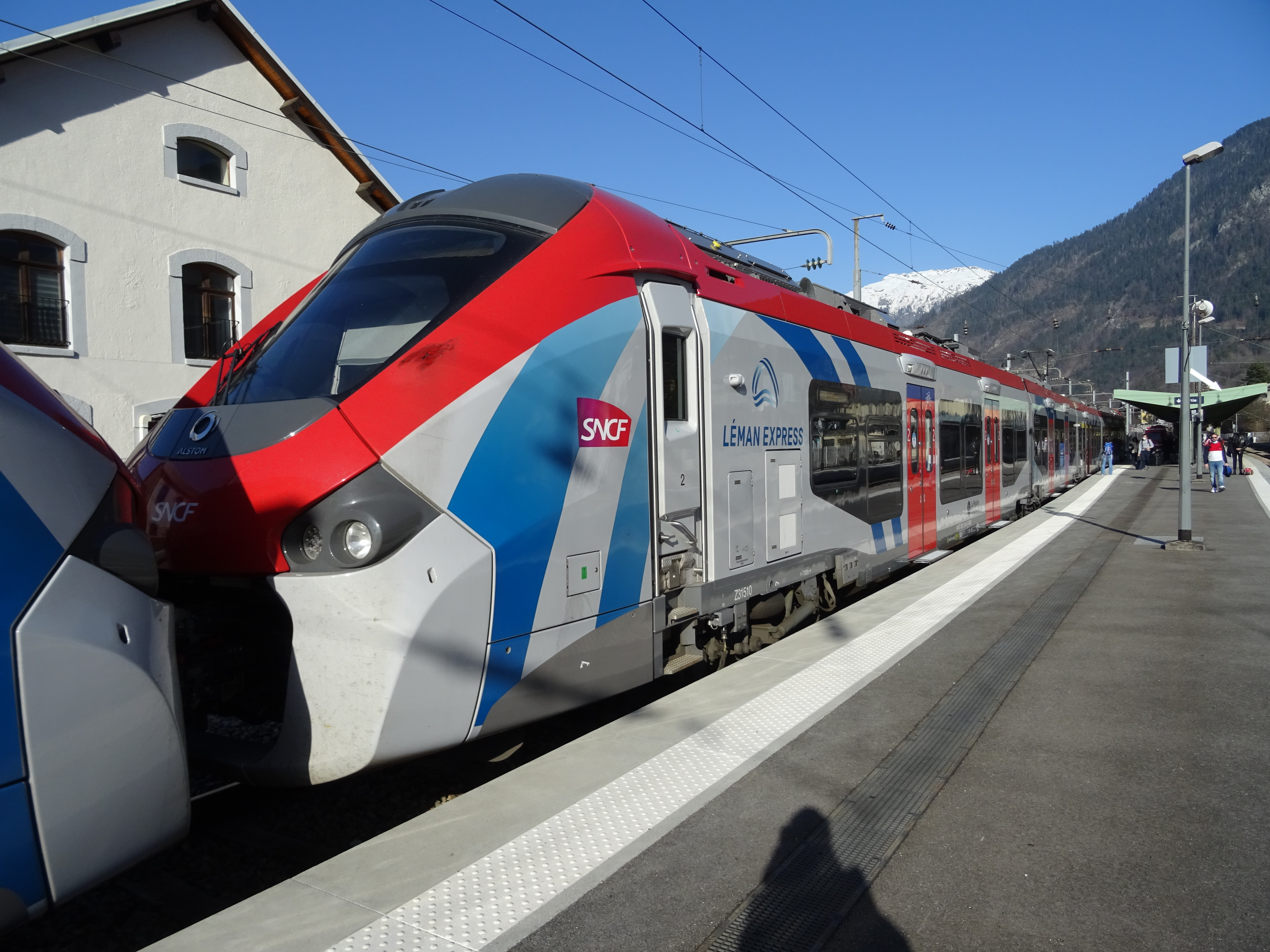
Livrée Léman Express sur une rame SNCF.

## Festival du Léman Express
Le festival culturel F-LEX sera organisé les 12 et 13 juin 2021 dans huit gares desservies par le réseau, de part et d'autre de la frontière ; ce festival, qui doit célébrer la facilité de se déplacer au sein du Grand Genève, était prévu initialement les 25 et 26 avril 2020 mais a du être reporté à cause de la pandémie de Covid-19.

## Perspectives futures
Le 20 février 2020 (3 mois après l'ouverture du CEVA), un comité de pilotage, composé des représentants suisses et français, se réunit pour redonner vie aux 17 kilomètres de voie manquants de la ligne du Tonkin afin de prolonger le Léman Express. Il prévoit des études jusqu'en 2022, le début des travaux vers 2024 et l'ouverture de la ligne en 2027.
En septembre 2023, la France se dit prête à cofinancer une étude d'exploitation en vue de prolonger le réseau jusqu'à Nurieux et Culoz, voire jusqu'à Oyonnax avec la réouverture ou le réaménagement des gares de Brion - Montréal-la-Cluse, Nantua et Poizat-Lalleyriat ; le projet est toutefois conditionné à la participation financière de la région Auvergne-Rhône-Alpes.
Le Conseil d'État annonce en septembre 2022 vouloir ouvrir deux nouveaux tronçons à l’horizon 2040. Le premier projet relierait la zone industrielle de Meyrin-Satigny (ZIMEYSA) à la gare Cornavin via Meyrin, l’aéroport et le Palais des Nations). Le second projet irait de Lancy-Pont-Rouge à Bernex via la zone industrielle de Plan-les-Ouates (ZIPLO), avec un potentiel prolongement jusqu’à Saint-Julien-en-Genevois et par extension une connexion à la ligne du pied du Salève. Ces projets sont estimés 2 milliards de francs suisses.